# Roland Berthiaume
Pour les articles homonymes, voir Berthiaume.
Roland Berthiaume né le 12 décembre 1927 à Montréal où il meurt le 8 février 2021, aussi connu sous le nom de plume Berthio, est un caricaturiste québécois. 

## Biographie
Des années 1950 aux années 1990, Roland Berthiaume travaille à titre de caricaturiste pour les quotidiens La Presse, Le Devoir, Le Jour et Le Soleil entre autres ainsi que pour les magazines L'Actualité et Croc.
En 1973, Berthiaume obtient le prix Olivar-Asselin, pour son œuvre dans le domaine journalistique.
Le fonds d'archives de Roland Berthiaume est conservé au centre d'archives de Montréal de Bibliothèque et Archives nationales du Québec. 

## Publications
- Faces à farces, Ludcom, 1981  (ISBN 2920341014)[5].
- Pierre, Jean, René, Claude et les autres, Libre expression, 1980  (ISBN 2891110390)[5].
- Les cent dessins du Centenaire, Parti pris, 1967[5].
- Un monde fou : les 150 meilleures caricatures de Berthio, Éditions du jour, 1961[5].